# Ostróda
Ostróda (Duits: Osterode) is een stad in het Poolse woiwodschap Ermland-Mazurië, gelegen in de powiat Ostródzki. De oppervlakte bedraagt 14,15 km², het inwonertal 33.603 (2005).

## Geschiedenis
De burcht Osterode is door de ridders van de Duitse Orde aan het eind van de 13de eeuw gesticht. In 1329 werd het stadsrecht verleend aan de nederzetting bij de burcht. In 1381 werden burcht en stad verwoest in een laatste opstand van de oorspronkelijke bevolking - Pruzzen - tegen de Orde. Branden en bezettingen volgden en verhinderden verdere bloei. In 1454 werd de stad door het opstandige stedenverbond tegen de Orde bezet maar in de Tweede Verdrag van Thorn (1466) werd ze niet, zoals veel andere steden, aan de Poolse koning toegewezen maar kreeg de Orde haar terug. Het restant van de Ridderstaat werd een halve eeuw later hervormd tot een seculier hertogdom Oost-Pruisen, dat verbonden zou worden met het hertogdom Brandenburg. In 1525 volgde de stad de lutherse hervorming. In de Zweeds-Poolse oorlogen vestigde de Zweedse koning Gustaf Adolf hier in 1628 een steunpunt. In de Zevenjarige Oorlog werd de stad door Russische troepen bezet tussen 1758 en 1763. Franse troepen vestigden in 1807 onder Napoleon hier een van hun bases voor de tocht naar Rusland. Branden en epidemieën hielden de stad economisch in een marginale positie totdat vanaf 1845 moderne verbindingswegen en in 1860 het ‘Oberländischer Kanal’ (sinds 1945: Elbląg-Ostróda-kanaal) naar de Oostzee werden aangelegd. In 1873 volgde een aansluiting op het Pruisische spoorwegnet.
Industrialisering was nu mogelijk, en vond plaats met name in de machinebouw. Ook het onderwijsaanbod kreeg verdere uitbreiding en maakte van Osterode een centrum voor de wijde omgeving. De bevolking begon langzaam toe te nemen en verdubbelde zich sindsdien tot ca. 13.000 inwoners in 1910.
In 1912 werd een luchthaven aangelegd en deze speelde ook een rol bij de inval van de Russen in augustus 1914, waarbij in korte tijd de oostelijke en zuidelijke helften van Oost-Pruisen onder Russische bezetting kwamen. De Russen werden onder grote verliezen teruggedrongen na de Slag bij Tannenberg. 
In 1921, naar bepalingen van het Verdrag van Versailles, moest de bevolking van de Geallieerde machten zijn stem uitbrengen om te bepalen welk deel van Oost-Pruisen aan het heropgerichte Polen gegeven zou worden. Omdat in het hele, voor deze volksstemming aangewezen gebied (Mazoerië), minder dan 5% voor Polen stemde, en in Osterode zelf door de 33.000 inwoners tellende bevolking nog geen procent deze keuze aangaf, bleef de grens ongewijzigd. Omdat de provincie West-Pruisen wel aan Polen werd toegewezen, werd Oost-Pruisen een enclave, geografisch los van overig Duitsland. Om de geïsoleerde economie een impuls te geven werd nu in Osterode een elektriciteitsopwekkingsbedrijf voor de hele provincie Oost-Pruisen opgericht. In 1940 zou de stad 50.000 inwoners tellen.
In januari 1945 namen de Sovjetlegers de stad zonder tegenstand in. Zij staken haar in brand nadat eerst alle mobiele bruikbare goederen en installatieonderdelen per spoor naar het oosten waren vervracht. Duizenden konden niet op tijd vluchten of moesten van de vlucht terugkeren. Zij zouden in de volgende jaren door de Poolse autoriteiten die het gezag van de Sovjetautoriteiten hadden overgenomen, worden uitgewezen (zie Verdrijving van Duitsers na de Tweede Wereldoorlog. De stad heette sindsdien Ostróda en kreeg een nieuwe Poolse bevolking. De groei stagneert sinds 1990.
Na 1990 werd een groot sportcentrum bij de stad gebouwd en kunnen internationale sportontmoetingen georganiseerd worden. Enkele oude monumenten zijn hersteld behalve die welke waren verbonden aan het Pruisische koningshuis.

## Auteur
Hans Hellmut Kirst (1914-1989) was afkomstig uit Osterode, en behoorde tot de bekendste naoorlogse schrijvers in Duitsland. Sommige van zijn werken hebben het leven in Osterode als onderwerp.

## Verkeer en vervoer
- Station Ostróda